# Van der Muelen
Van der Muelen is een uit Antwerpen afkomstig geslacht waarvan leden sinds 1913 tot de Nederlandse adel behoren en welke adellijke tak in 1942 uitstierf.

## Geschiedenis
De stamreeks begint in Frankrijk in 1200, waar de familie Du Moulin gevestigd is. De familie verhuist met Jacques van der Meulen (1451-1521) en Jan van der Meulen (van der Moelen, du Moulin) die in 1547 te Antwerpen wordt vermeld als "corcktvercooper". 
Twee zonen van Jan van der Meulen, zoon van Antwerpse koopman, Andreas van der Meulen (1549-1511) en Daniel van der Meulen (1554-1600) zetten het koopmanshuis van der Meulen om in een internationaal handelshuis. Als gevolg van de Spaanse Furie verhuizen zij naar Bremen en daarna naar de Noordelijke Nederlanden. Andreas verhuist naar Utrecht en Daniel naar Leiden.
De kinderen en nageslacht van Andreas, besluiten zich van der Muelen (met u-e) te laten noemen, terwijl de nazaten van Daniel zich nog steeds van der Meulen (met e-u) noemen.  Twee nazaten worden bij Koninklijk Besluit van 3 oktober 1913 verheven in de Nederlandse adel; met een van hen stierf dit 'adellijke geslacht' in 1942 uit.
Het geslacht werd in 1910 en 1955 opgenomen in het Nederland's Patriciaat.

## Enkele telgen
Enkele kinderen van Andreas van der Muelen (1549-1611) en Susanna de Malapert (1566-1625):
- Susanna van der Muelen (1584-1643) trouwt met Marc de Mamuchet (1575-1638), heer van Houdringhe en de Grunerie, eigenaar van kasteel Groeneveld.
- Elisabeth van der Muelen (1585-1685) trouwt met Jacques de Velaer (1575-1612), een van de oprichters van de VOC.
- Margareta van der Muelen (1594-1652) trouwt met Philippe Calandrini (1587-1649), een eeuwenoud Italiaans geslacht waarvan een tak verhuist naar Antwerpen en de Noordelijke Nederlanden.
- Justina van der Muelen (1595-1655) trouwt met David Constantijn du Tour (1580-1625)
- Maria van der Muelen trouwt met Frederik Ruysch (1601-1677), heer van der Engh
- Andries van der Muelen, heer van Nieuwkoop (1591-1654) trouwt met Machteld van Santen (1600-1677)
  - Mr. Willem van der Muelen, heer van Laag Nieuwkoop, Blijenburg, Gieltjesdorp en Portengen (1631-1690), raad, schepen en thesaurier van Utrecht
    - Mr. Jan André van der Muelen, heer van Laag Nieuwkoop en Gieltjensdorp (1655-1702), baljuw en dijkgraaf van Vianen, raad-ordinaris Raad van Brabant en den Lande van Overmaze
    - Mr Willem van der Muelen, heer van Spangen, Gieltjensdorp, Portengen, Laag Nieuwkoop, Gerverskop en Vijfhoeken (1658-1739), raadsheer, dijkgraaf, bewindhebber OIC; trouwde in 1690 met Clara Magdalena de Marez, vrouwe van Oud-Broeckhuysen (1673-1696) en trouwde in 1701 Sophia Huydecoper (1662-1742), dochter van Joan Huydecoper van Maarsseveen (1625-1704) en lid van de familie Huydecoper
      - Clara Margaretha van der Muelen, vrouwe van Maarsbergen en Maarn (1691-1751)
      - Isabella Sophia van der Muelen, vrouwe van Maarsbergen en Maarn (1693-1722)
      - Constantia Isabella van der Muelen, vrouwe van Oud-Broeckhuysen (1703-1745); trouwde in 1726 met mr. Frans Godard van Lynden, heer van Hemmen, Blitterswijk en Lunenburg (1702-1786), burggraaf, richter en dijkgraaf van Nijmegen
      - Sophia Maria Agatha van der Muelen (1705-1793); trouwde in 1733 met mr. Jan Huydecoper, heer van Maarsseveen, Neerdijk en Nigtevecht (1693-1752), raad, schepen en burgemeester van Amsterdam, bewindhebber WIC

    - Mr. Jan Carel van der Muelen, heer van Blijenburg (1672-1738), raad, schepen en burgemeester van Utrecht
      - Willem Carel van der Muelen, heer van Blijenburg (1700-1746), secretaris van Politie en secretaris Stedelijke Finantiën te Utrecht
      - Isabella Sophia van der Muelen (1702-1788); trouwde in 1738 met mr. Frans Verschoor (1705-1788), raad, schepen en thesaurier van Utrecht
      - Mr. Jan André van der Muelen (1703-1760), ontvanger-generaal der Verenigde Nederlanden
        - Mr. Jan Carel van der Muelen, heer van Blijenburg (1738-1828), burgemeester van Zutphen

      - Mr. Jozeph Elias van der Muelen, heer van Maarssenbroek (1707-1781), raad en burgemeester van Utrecht
        - Mr. Jan Carel van der Muelen, heer van Maarssenbroek (1740-1811), vroedschap van Utrecht
          - Maria Henrietta van der Muelen, vrouwe van Maarssenbroek (1785-1855); trouwde in 1807 met haar neef dr. Carel Joseph van der Muelen (1782-1844)

        - Mr. Pieter Jacob van der Muelen (1741-1796), vroedschap van Utrecht
          - Willem van der Muelen (1773-1843), koopman en schout te Vreeswijk
            - Mr. Jan Carei van der Muelen (1812-1843), notaris te Batavia
              - Jan Carel van der Muelen (1843-1911), kandidaat-notaris, mede-oprichter en eerste voorzitter van het Koninklijk Nederlandsch Genootschap voor Geslacht- en Wapenkunde

          - Dr. Carel Joseph van der Muelen, heer van Maarssenbroek (1782-1844), geneesheer, lid van de raad van Utrecht; trouwde in 1807 met zijn nicht Maria Henrietta van der Muelen, vrouwe van Maarssenbroek (1785-1855)
            - Mr. Pieter Jacob van der Muelen, heer van Maarssenbroek (1820-1894)
            - Jan Carel van der Muelen (1826-1871), kandidaat-notaris
              - Jkvr. Wilhelmina Carolina Reinhardina van der Muelen (1867-1919), verheven in de Nederlandse adel in 1913
              - Jhr. Johan Carel Elisa van der Muelen (1871-1942), verheven in de Nederlandse adel in 1913, laatste adellijke telg

Geslachten die opgenomen zijn in het sinds 1910 verschijnende genealogische naslagwerk Nederland's Patriciaat. Lijst volgens opgave van het CBG Centrum voor familiegeschiedenis.
A · B · C · D · E · F · G · H · I · J · K · L · M · N · O · P · Q · R · S · T · U · V · W · Y · Z
1. ↑  Genealogie van der Muelen. Genealogieën van het studiefonds Anthony Hallet (13 oktober 2024).